# Hasyim Asy'ari
Hadratusy Syaikh KH. Hasyim Asy'ari (14 février 1871 – 25 juillet 1947) est un ouléma indonésien, fondateur de Nahdlatul Ulama.

## Biographie
Hasyim Asy'ari est né Muhammad Hasyim à Gedang (Kabupaten de Jombang) le 14 février 1871. Ses parents sont Asy'ari et Halimah. Son grand-père, Kiai Usman, est le fondateur de Pesantren Gedang et son arrière-grand-père le fondateur de Pesantren Tambakberas. Il est le troisième enfant d'une fratrie de dix.
A vingt ans, il se marie avec Khadijah, fille du leader de Pesantren Siwalan Panji. Un an plus tard, il va à La Mecque. Après sept mois, sa femme meurt ainsi que son fils Abdullah deux mois plus tard.
En 1899, il fonde Pesantren Tebuireng, qui deviendra plus tard le plus grand pesantren de Java du début du XXe siècle. Le pesantren devient aussi le centre de la réforme de l'enseignement islamique traditionnel.
Le 31 janvier 1926, il fonde avec d'autres leaders islamiques traditionnels Nahdlatul Ulama. Pendant l'occupation japonaise, il est arrêté. Il est relâché plusieurs mois plus tard et est placé à la tête des affaires religieuses.
Il meurt le 25 juillet 1947 d'hypertension après avoir entendu que les troupes hollandaises étaient sur le point de gagner une bataille à Malang.

## Vie privée
Il se marie sept fois, chaque fois avec des filles d'ulama. Quatre de ses femmes sont Khadijah, Nafisah, Nafiqah et Masrurah. Son fils Wahid Hasyim devient plus tard ministre des affaires religieuses et son petit-fils Abdurrahman Wahid devient Président d'Indonésie.